# Droga magistralna SH2 (Albania)
Droga magistralna SH2 – droga szybkiego ruchu w Albanii o długości 33 km łącząca Durrës z Tiraną. Była pierwszą odnowioną drogą po upadku komunizmu w Albanii. Obecnie stanowi część europejskiej drogi E762.